# Abigail Thorn
Abigail Thorn (ur. 24 kwietnia 1993 w Northumberland jako Oliver Thorn) – brytyjska YouTuberka i aktorka, najbardziej znana z produkcji kanału YouTube Philosophy Tube.
Kanał Philosophy Tube wystartował w 2013 roku, kiedy Thorn starała się zapewnić bezpłatne lekcje filozofii po podwyżce czesnego w Wielkiej Brytanii w 2012 roku. W 2018 roku jej filmy stały się bardziej teatralne, a autorka zaczęła wykorzystywać dekoracje studyjne, oświetlenie sceniczne, kostiumy i charakteryzację. Kanał został pozytywnie przyjęty przez krytyków i ma ponad milion subskrybentów. Thorn porusza w swoich filmach tematy związane z polityką, socjologią, życiem społecznym i wpływem rosnącej radykalizacji na dyskurs społeczny.
Thorn publicznie dokonała coming outu jako kobieta transpłciowa w styczniu 2021 roku, z wideo Coming Out As Trans – A Little Public Statement i bardziej teatralnej iteracji tej samej idei: Identity: A Trans Coming Out Story.

## Życie prywatne
Thorn pochodzi z Newcastle upon Tyne i ma dwóch starszych braci. Uczęszczała do Królewskiego Gimnazjum, gdzie była członkiem grupy kadetów wojskowych. Thorn przypisuje swoje odkrycie filozofii swojemu nauczycielowi, a także zaliczenie tego przedmiotu jako kursu maturalnego. Później studiowała filozofię i teologię na Uniwersytecie St. Andrews, gdzie brała również udział w Mermaids i St Andrews Revue. Thorn ukończyła z najwyższej klasy szkockim tytułem magistra filozofii w 2015 roku. Następnie kształciła się w East 15 Acting School, uzyskując tytuł Master of Arts przyznany przez University of Essex w 2017 roku, zanim przeniosła się do Londynu.
W październiku 2019 r. Thorn omówiła swoją seksualność w swoim filmie na YouTube Queer, w którym ujawniła się jako osoba biseksualna. Obecnie identyfikuje się jako lesbijka.

### Deadname
Abigail Thorn, w odróżnieniu od wielu osób trans, akceptuje istnienie swojego deadname w sferze publicznej, i w związku z tym pozostawiła online swoje filmy publikowane, gdy jeszcze posługiwała się publicznie męskim imieniem. Według jej słów, „to oznacza, że ludzie zawsze będą wiedzieć, że jestem transpłciową kobietą. Nie wtopię się w tłum innych kobiet i nie zniknę. Dlaczego miałabym to robić? Nie uważam, żeby bycie trans miało być powodem.” Jej zaimki to she/her (ona/jej) i na co dzień posługuje się swoim imieniem z oficjalnych dokumentów, Abigail Thorn. Wiele jej ról filmowych i reklamowych również zostało podpisanych deadname.

## Kariera zawodowa

### YouTube
Thorn założyła swój kanał na YouTube, Philosophy Tube, jako kanał edukacyjny w 2013 roku w odpowiedzi na potrojenie czesnego w Wielkiej Brytanii w 2012 roku, co spowodowało, że szkolnictwo wyższe stało się mniej dostępne. Thorn uznała, że jej misją jest „rozdawanie [wiedzy wymaganej do] dyplomu z filozofii za darmo”. Thorn pierwotnie planowała nagrywać wykłady, na które uczęszczała, w formie audio, zamiast pojawiać się osobiście w filmach, ale jej uniwersytet nie pozwolił na to. Jej pierwszy film zatytułowany „I think therefore I am” o Kartezjuszu został opublikowany w maju 2013 roku. Jej pierwsza subskrybentka zrezygnowała z subskrypcji w proteście, gdy Thorne po raz pierwszy wyraziła feministyczne opinie.
Thorn zarabia zarówno na dochodach z reklam w YouTube, jak i na crowdfundingu w serwisie Patreon. Styl kanału ewoluował przez lata, od bezpośredniego mówienia do kamery o dziełach filozofów, takich jak Kartezjusz i Immanuel Kant, do bardziej teatralnych produkcji.
Po udziale w konferencji VidCon 2018 Thorn postanowiła zmienić format i sposób tworzenia swoich treści, zaczynając filmować w studiu z kostiumami i charakteryzacją. Używała także rekwizytów oraz pojawiała się w towarzystwie zwierząt, takich jak sowy, węże i konie. Emily St. James z portalu Vox podsumowała, że kanał obejmuje zarówno tematy filozoficzne, jak i „społeczno-polityczne idee obecnej epoki z lewicowego punktu widzenia”. Na przykład film o byłym doradcy Trumpa i współzałożycielu Breitbart News, Stevie Bannonie, przedstawia Thorn wykonującą cover piosenki z musicalu Hadestown z tekstem o Bannonie. W 2021 roku Thorn osiągnęła milion subskrybentów. W wywiadzie dla Insidera z 2021 r. Thorn powiedziała, że ma pomysł na ostatni odcinek serii, mówiąc, że czuje, że kanał odniósł sukces dzięki liczbie subskrybentów, zaproszeniu do bycia polecanym twórcą na 2021 VidCon i innych kanałach YouTube, które zostały przez nią zainspirowane. Powiedziała, że czas zamknięcia kanału będzie zależał od przyszłych ról aktorskich.
Zaliczana jest do twórczyń BreadTube, czyli luźnej i nieformalnej grupy internetowych twórców, którzy zajmują się publikowaniem wideo o lewicowej treści.

#### Tematyka filmów
Abigail Thorn porusza w swoich filmach wiele tematów powiązanych z polityką, filozofią, socjologią i naukami społecznymi. Jej zainteresowanie skupia się wokół korzystania z już istniejącej bazy wiedzy na temat filozofii i wskazywania, w jaki sposób osiągnięcia filozofów i filozofek mają odzwierciedlenie w obecnym dyskursie politycznym i społecznym. Thorn identyfikuje się jako socjalistka, i wiele jej filmów bazuje na teorii lewicowo-socjalistycznej.
Do poruszonych przez Thorn tematów zaliczyć można filozofię Antify, emancypację osób queer, transpłciowość, kryzys klimatyczny, populizm, zagrożenia płynące z radykalizacji konserwatystów powiązanych z ruchami White Power, rasizm, islamofobię, teorię gender, antysemityzm, niesprawiedliwość epistemiczną, zdrowie psychiczne, ustrój monarchiczny i demokrację, filozofię i ideologię znanych postaci, takich jak Jordan Peterson lub Ben Shapiro, marksizm, dziki kapitalizm, pracę seksualną.

#### Coming Out As TransiIdentity
30 stycznia 2021 r. Thorn ujawniła się jako transpłciowa kobieta poprzez publiczne oświadczenie, opublikowane w mediach społecznościowych i nagrane jako film Coming Out As Trans – A Little Public Statement. Harron Walker z Jezebel opisał to jako „feministyczny, antykapitalistyczny apel na rzecz równości prawnej osób trans, fizycznej autonomii i szerszego wyzwolenia w Wielkiej Brytanii i poza nią”. W oświadczeniu Thorn omówiła kwestie dostępu do opieki zdrowotnej, dziennikarskiego podżegania strachu przed osobami transpłciowymi oraz braku wybranych, oficjalnych przedstawicieli osób transpłciowych. Mówi również, że inne problemy społeczne, takie jak bezdomność, mają nieproporcjonalny wpływ na społeczność trans. Hasztag „Abigail” zyskał popularność na Twitterze po ogłoszeniu.
Thorn opublikowała także film Identity: A Trans Coming Out Story, które czerpało z twórczości amerykańskiej pisarki Audre Lorde i obsadziła Rhysa Teesa w roli swojego dawnego, męsko prezentującego się ja. W niektórych swoich filmach opublikowanych na kanale świadomie wybierała rolę mężczyzny, mimo że zdawała sobie już sprawę, że jest osobą transpłciową, i postanowiła pozostawić swoje filmy sprzed tranzycji do publicznego wglądu ze względu na ich treść edukacyjną i wartość artystyczną, a także, ponieważ nie uważa, że bycie osobą transpłciową powinno być źródłem wstydu.
W wywiadzie z Benem Hunte dla BBC w 2021 r. Thorn opisała niepokój związany z upublicznieniem jej tranzycji, oraz poczucie, że nie mogła dłużej utrzymywać tego w tajemnicy. Thorn powiedziała Insiderowi, że przed jej tranzycją, gdy fani płci męskiej odnosili się do niej jako do pozytywnego wzoru męskości, „zawsze wydawało się, że rozmawiają o kimś innym [...] Próbowałam upodobnić się do mężczyzny na miarę XXI wieku... woke, ale także współczujący i zabawny, uroczy i seksowny i cała reszta... i to wszystko sprawiło, że byłem naprawdę nieszczęśliwy. Ale rozumiem, dlaczego niektórzy z moich odbiorców tak się czuli”. Po coming oucie Thorn poczuła zewnętrzną presję, by „egzekwować pewien model kobiecości”, jako „biała, stylowa, elokwentna, urocza, niezagrażająca kobieta”, mówiąc, że „takie właśnie według oczekiwań społecznych powinny być Brytyjki”. W innym wywiadzie opisała sytuację, w której musiała zrezygnować z zobaczenia po lockdownie związanym z pandemią COVID-19 swojej siostrzenicy i odebrania jej ze żłobka, ponieważ obawiała się reakcji otoczenia i narażenia dziewczynki na taki widok i sytuację.

### Charytatywna transmisja na żywo
W 2019 roku Thorn postawiła sobie za cel przeczytać Dzieła Zebrane Szekspira, aby zebrać pieniądze dla Samarytan, brytyjskiej organizacji charytatywnej, która pomaga ludziom w trudnej sytuacji emocjonalnej. Thorn wybrała tę organizację, ponieważ powiedziała, że jej telefon zaufania „uratował [jej] życie, gdy rozważała samobójstwo”. Wybrała Szekspira w oparciu o cytat z Judi Dench, który mówi, że „[to co Szekspir napisał] ma w sobie każdą ludzką emocję”. Stream charytatywny został zainspirowany streamem ze stycznia 2019 r. autorstwa YouTubera hbomberguy, który zebrał 278 000 GBP (340 000 USD) dla brytyjskiej organizacji charytatywnej Mermaids. Planowany stream został ogłoszony na końcu jej filmu poświęconemu traumatyzacji mężczyzn Men. Abuse. Trauma, który ukazał się pod koniec lipca 2019 r.
Transmisja na Twitchu rozpoczęła się w piątek 23 sierpnia i zakończyła we wtorek 27 sierpnia, z przerwami jedynie na sen prowadzącej. Thorn początkowo spodziewała się zebrać od 2000 do 5000 USD, ale według jej oświadczenia na Twitterze stream zebrał 109 447,54 GBP (około 130 000 USD), po opłatach za przewalutowanie PayPala. Transmisję obejrzało ponad 175 000 osób. Royal Shakespeare Company pochwaliła Thorn za to przedsięwzięcie.

### Aktorstwo
Thorn jest wykształconą aktorką. W 2017 roku Thorn (jeszcze posługując się deadname) wystąpiła w Little Pieces of Gold, wcielając się w kilka różnych ról, a w 2020 r. w Our Popcorn Movie Dystopia – Some More News: The Movie jako Brytyjski Cody. W drugim sezonie serialu Ladhood, który został opublikowany na BBC iPlayer 15 sierpnia 2021 roku, Thorn zagrała gościnną rolę Iony, występując w odcinkach „Indie” i „The Big Day”. W maju 2021 roku ogłoszono, że Thorn uczestniczy w zdjęciach do nadchodzącego 10-odcinkowego serialu telewizyjnego Django, remake’u westernu z 1966 roku o tej samej nazwie. Aktorka wcieli się w rolę Jess.

#### Filmografia
| Rok       | Tytuł                                                  | Rola           | Uwagi                                      |
| --------- | ------------------------------------------------------ | -------------- | ------------------------------------------ |
| 2024      | Ród smoka                                              | Sharako Lohar  |                                            |
| 2024      | Gwiezdne wojny: Akolita                                | Ensign Eurus   |                                            |
| 2023      | Django                                                 | Jess           | Serial w postprodukcji                     |
| 2022      | Chivalry                                               | Dziennikarka   |                                            |
| 2019-2021 | Asdfmovie                                              | Abigail/Olly   |                                            |
| 2019      | Ladhood                                                | Iona           |                                            |
| 2019      | Our Popcorn Movie Dystopia – Some More News: The Movie | Brytyjski Cody | Występ przed tranzycją                     |
| 2019      | Opulence                                               | Lord Melbourne | Występ przed tranzycją (esej Contrapoints) |
| 2017      | Little Pieces of Gold                                  | Alex           | Występ przed tranzycją                     |